# Ірвін (Шотландія)
І́рвін (англ. Irvine, шотл. гел. Irbhinn) — місто на заході Шотландії, адміністративний центр області Північний Ейршир.

## Географія
Місто розташоване на південно-західному узбережжі Шотландії, на узбережжі затоки Ферт-оф-Клайд, за 11 км на захід від міста Кілмарнок, за 19 км на північ від міста Ер та за 40 км на південний захід від міста Ґлазґо.

## Топонім
Назва міста походить з кельтської мови та означає «зелена річка».

## Населення
Станом на 2016 рік, населення міста налічувало 34 090 осіб.
| 1841    | 1851    | 1881    | 1961     | 1981     | 2001     | 2006     | 2011     | 2016     |
| ------- | ------- | ------- | -------- | -------- | -------- | -------- | -------- | -------- |
| → 4,594 | ↗ 7,534 | ↗ 8,498 | ↗ 16,911 | ↗ 33,000 | ↗ 33,090 | ↘ 33,060 | ↗ 33,698 | ↗ 34,090 |

## Архітектура
Більшість будівель у місті виконана в типовому для шотландських міст стилі — вузькі кам'яні будівлі, зазвичай заввишки у 2-4-поверхи, з крутими дахами та високими коминами, які були збудовані у 18-му і 19-му століттях. 
Серед архітектурних пам'яток міста – ратуша 1859 року та парафіяльний костел 1774 року.

## Економіка

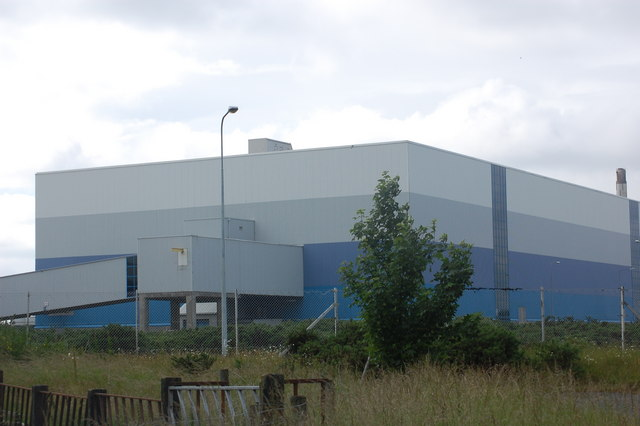
Папірня

У місті є порт та залізнична станція. Ще однією важливою галуззю економіки міста, крім транспорту, є вугільна промисловість. Також розвинуте машинобудуваня, хімічна, електротехнічна та швейна промисловість.
В Ірвіні знаходиться штаб-квартира «Printronix», компанії з виробництва та розробки рішень для друку в промисловій сфері.
З 1980 по 1999 рік в Ірвайні функціювала дочірня компанія шведської автомобільної компанії «Вольво». 
У 1989 році фінська компанія «UPM-Kymmene Oyj» відкрила в Ірвіні найбільшу папірню у Великій Британії.

## Персоналії
З 1781 до 1782 року у місті мешкав відомий шотландський поет Роберт Бернз.
У 1815 — 1816 роках у місті навчався Едґар Аллан По.

### Уродженці
- Раян Доддс (*1980) — шотландський футболіст, півзахисник.

- Ієн Вілсон (нар. 1998) — шотландський футболіст, захисник.
- Джон Ґолт — шотландський та англо-канадськийпрозаїк, підприємець, політичний та соціальний оглядач.
- Джулі Ґрем (нар. 27 липня 1965) — шотландська акторка, сценаристка та продюсерка.
- Кріс Бойд — колишній шотландський футболіст, нападник.
- Нікола Стерджен —  шотландська політикиня, колишня лідерка Шотландської національної партії і перша міністерка Шотландії (перша жінка на цій посаді) (2014—2023).

## Світлини

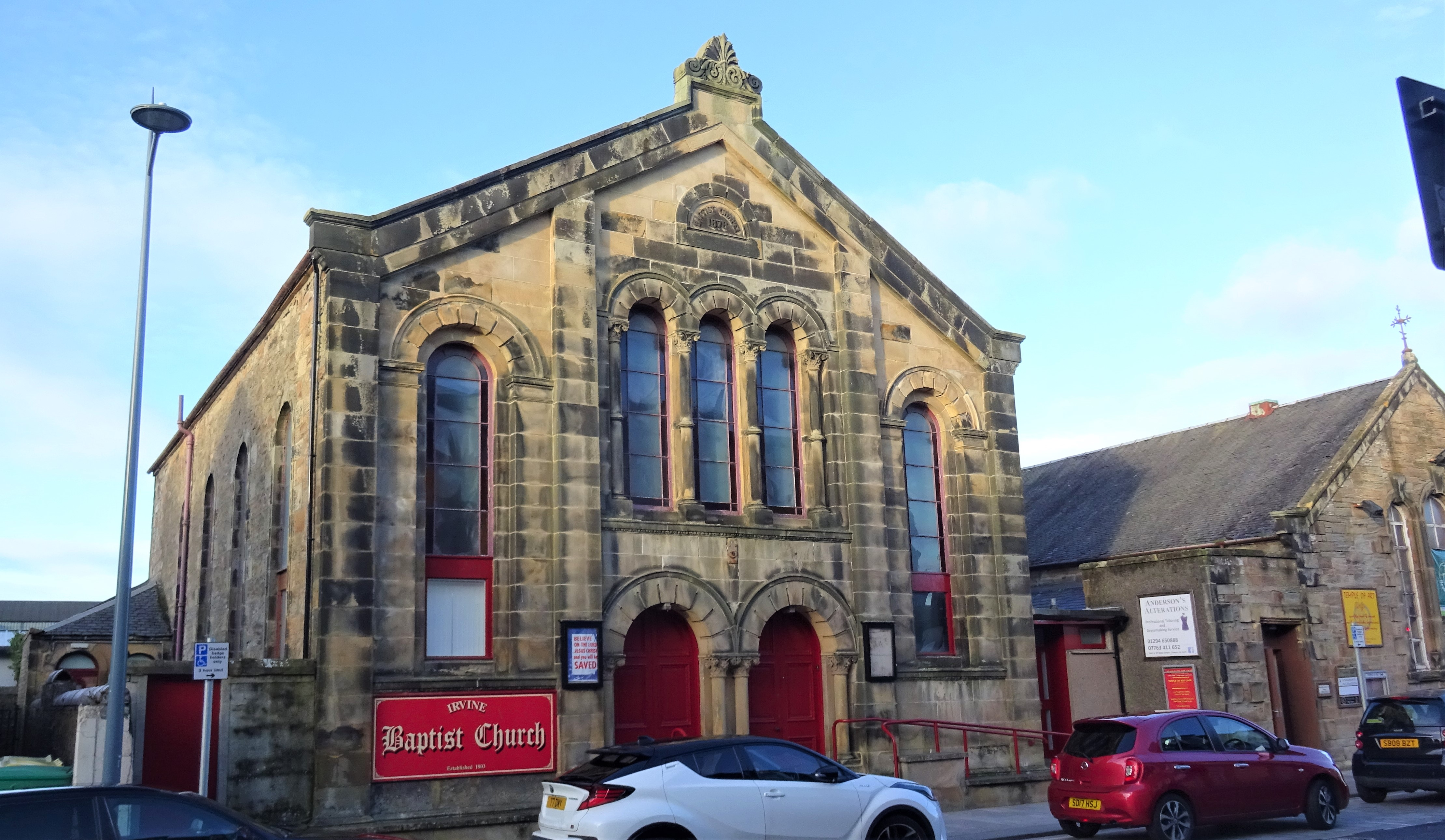
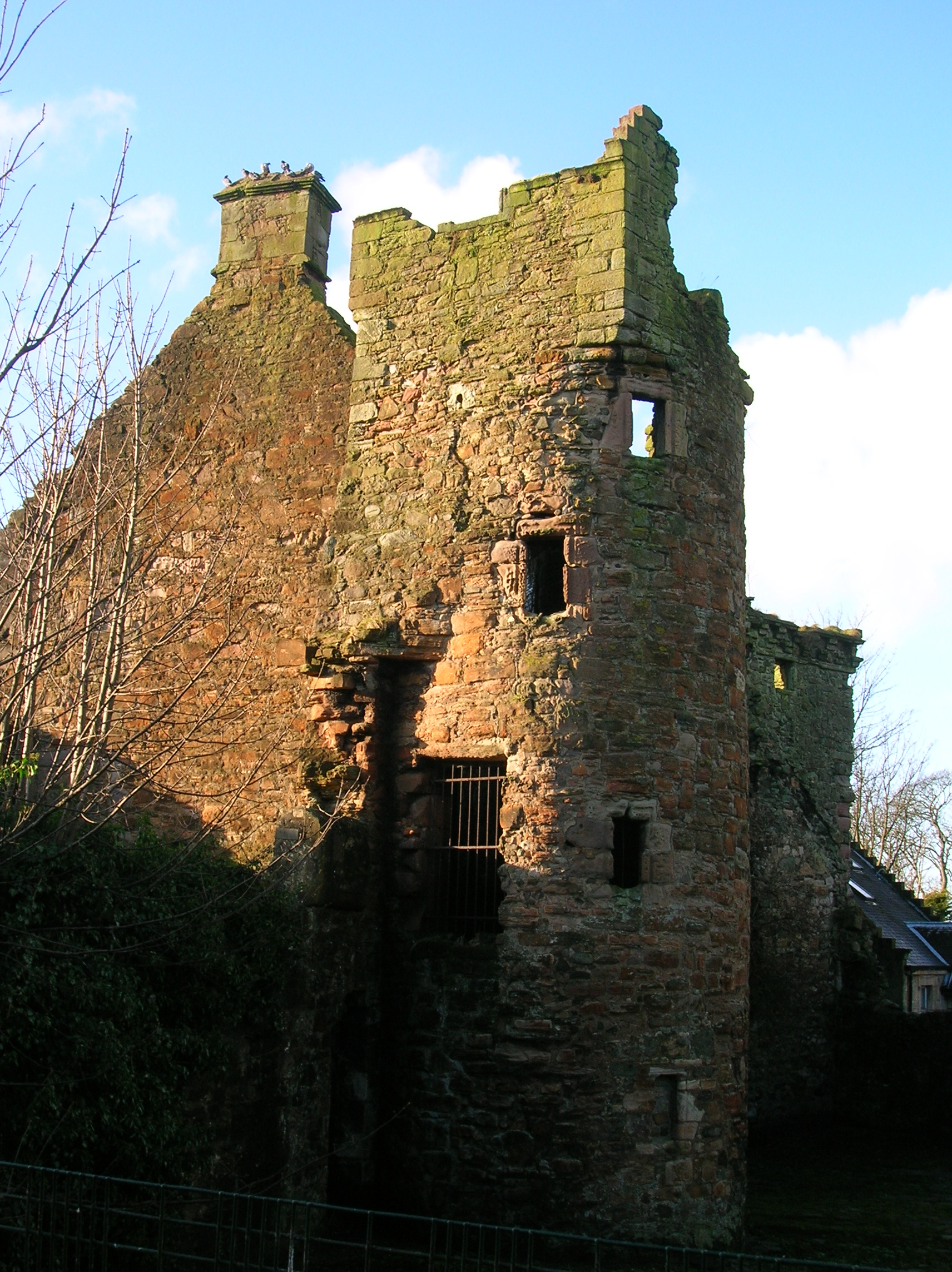
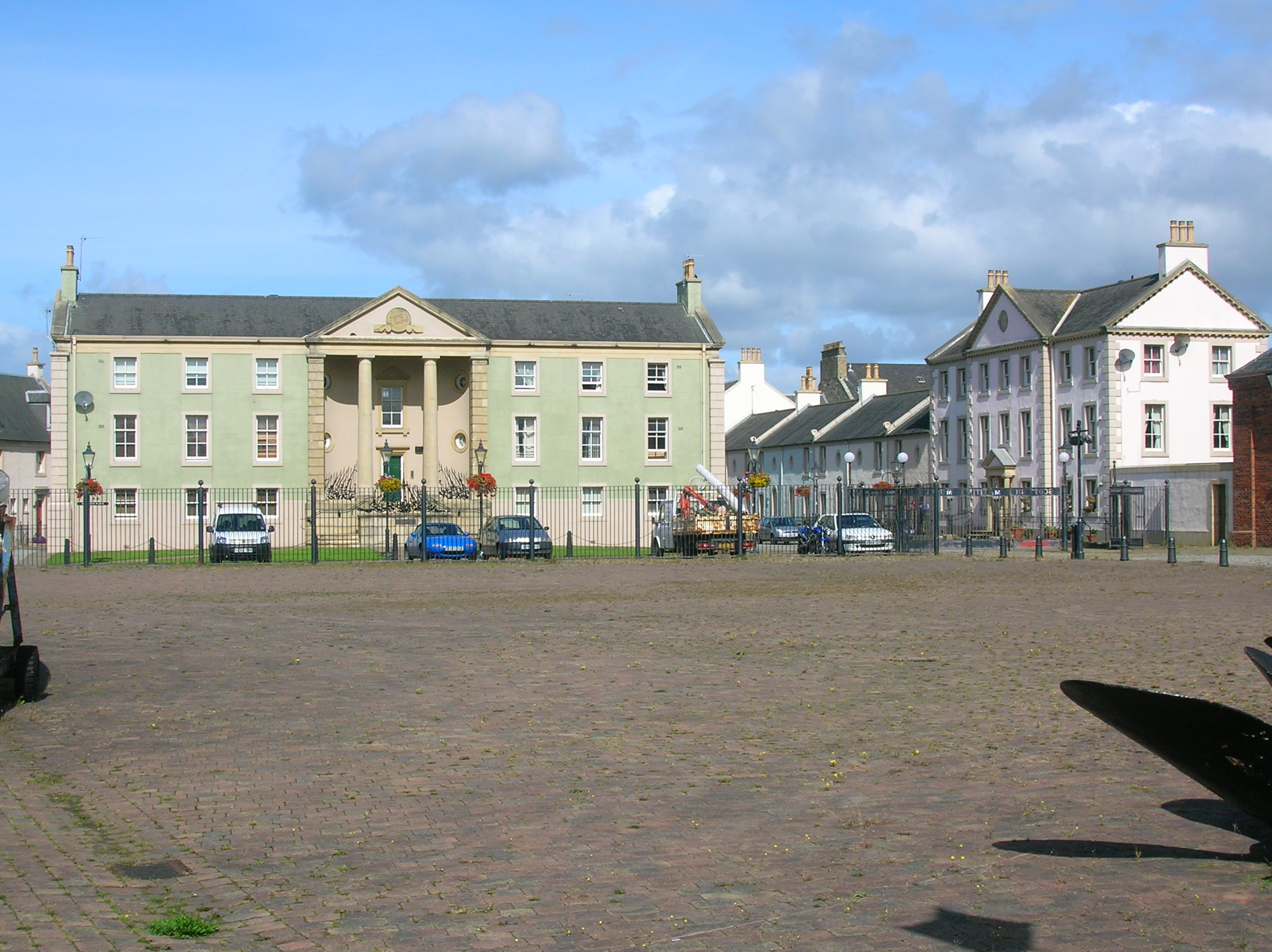
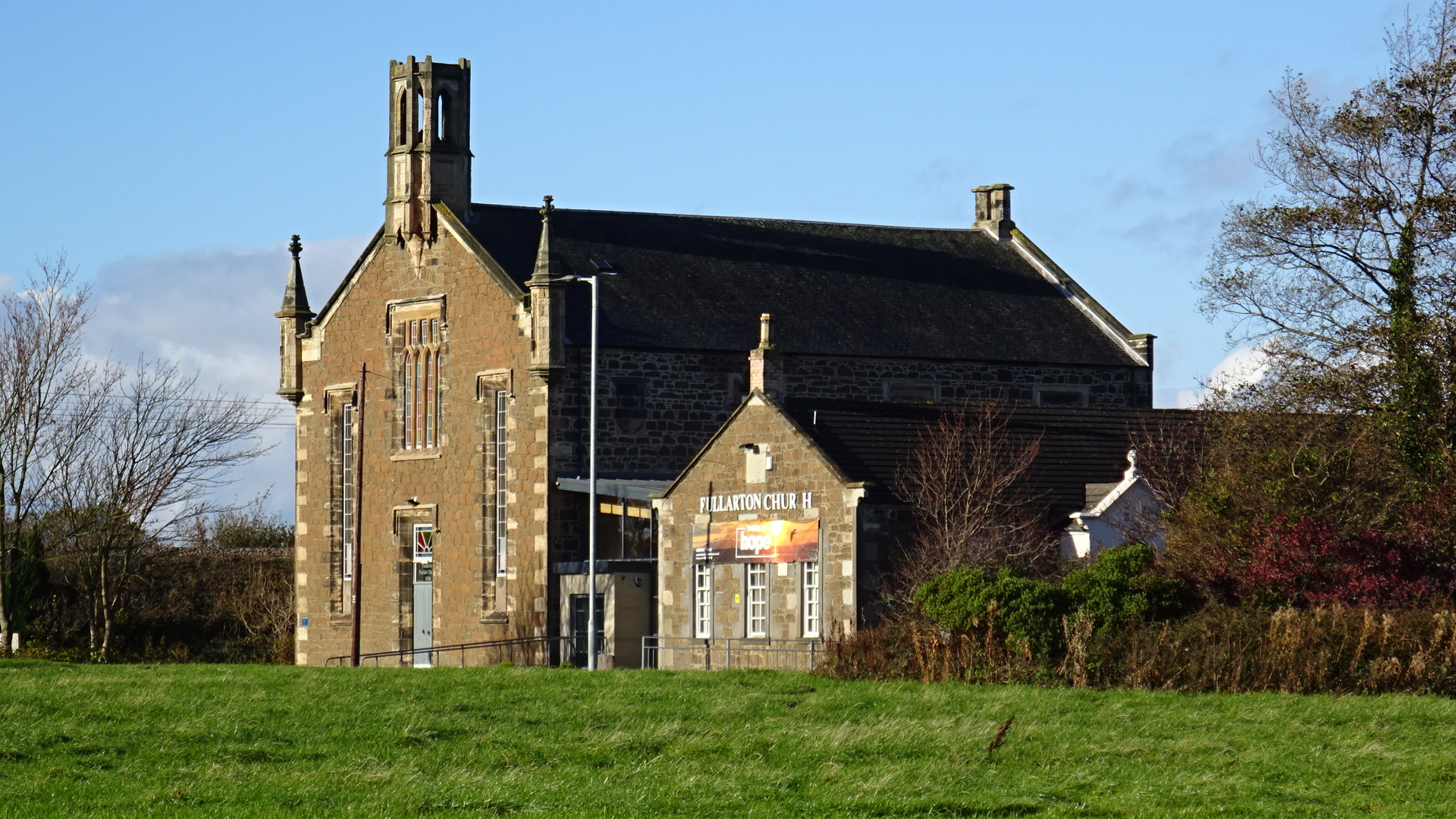
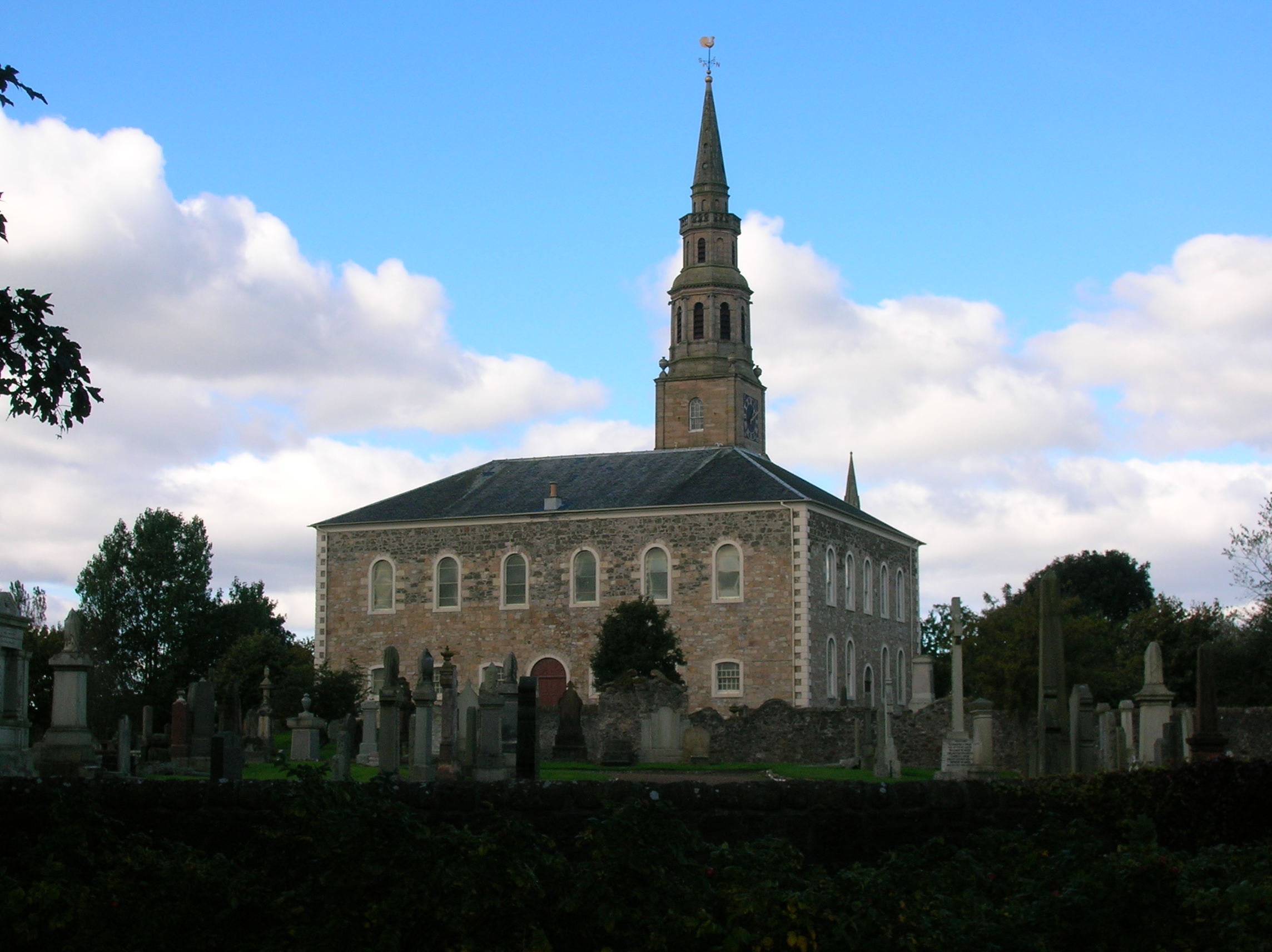
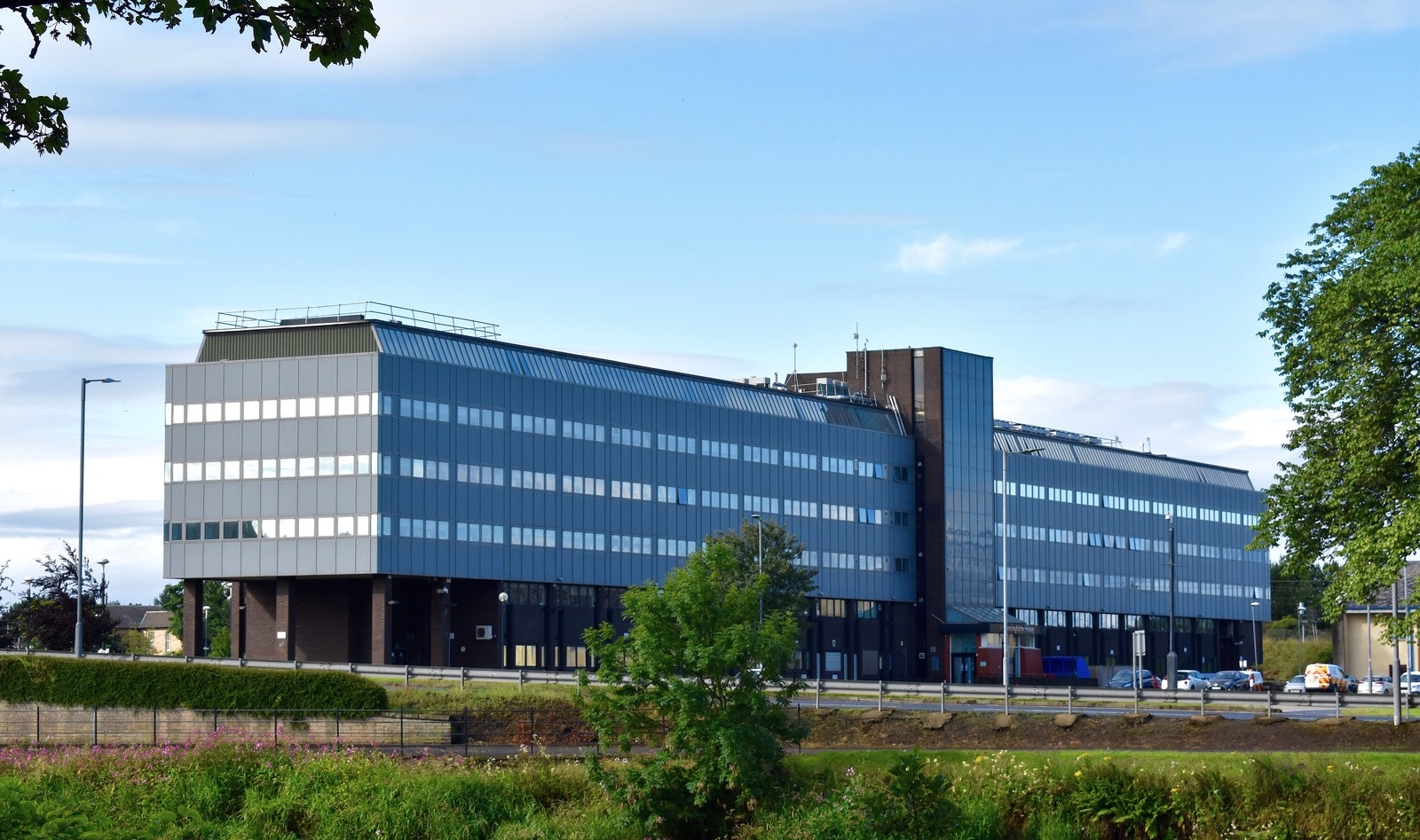
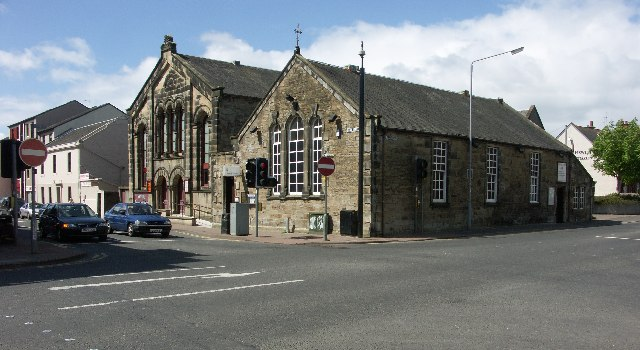

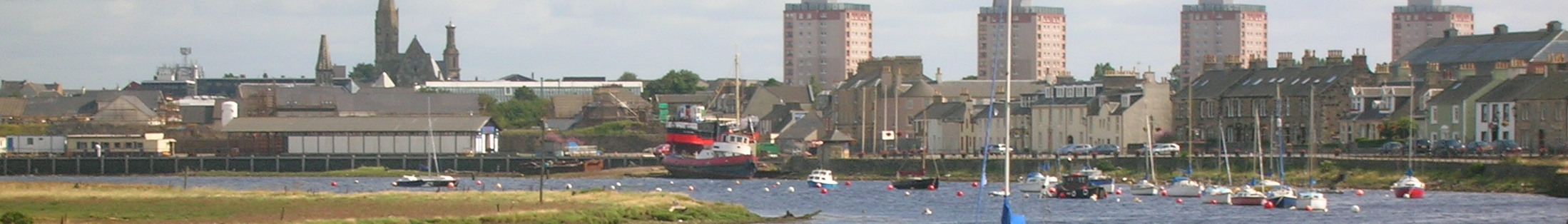

## Міста-побратими
- Уддевалла, Швеція